# Argyroneta aquatica
Argyroneta aquatica (trong tiếng Anh gọi là diving bell spider, "nhện chuông lặn", water spider, "nhện nước") là loài nhện duy nhất dành gần toàn bộ thời gian dưới nước. Đây là thành viên duy nhất trong chi Argyroneta. Lúc rời khỏi nước, chúng có màu từ nâu vừa đến đậm, dù lông trên bụng làm chúng có màu như xám đậm. Đây là loài bản địa ao đầm Á-Âu.

## Tập tính ở dưới nước

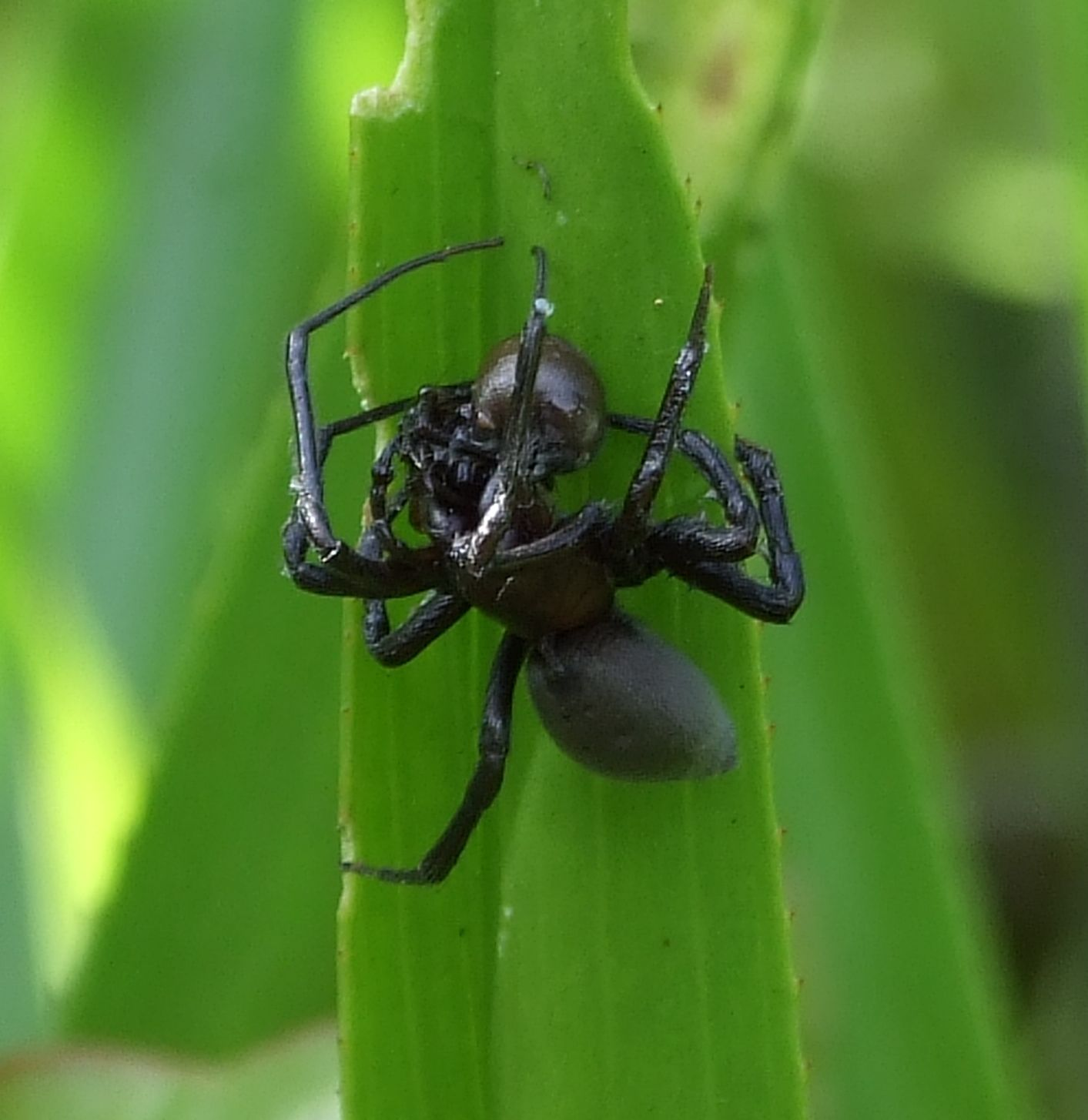
Dù A. aquatica thường ăn con mồi dưới nước, chúng có khi lôi mồi lên bờ.

A. aquatica là loài nhện duy nhất dành hầu hết thời gian dưới nước, cả lúc nghỉ, bắt và ăn mồi, giao phối, đẻ trứng. Chúng chỉ ngoi lên lúc lấy hơi và (thỉnh thoảng) mang con mồi lên cạn.
Có một số loài nhện khác sống bán thủy sinh. Ví dụ, một số loài trong chi Desis, vào lúc triều cường, trốn trong bọc tơ chứa khí dưới nước, và hay mò mẫm kiếm ăn ở vùng gian triều lúc triều kém. Những loài nhện sống trong vùng ngập nước thường xuyên có thể sống sót trong một khoảng thời gian khá dài dưới nước bằng việc rơi vào trạng thái giống hôn mê, dài đến 16–36 giờ như ở Arctosa fulvolineata. Nhiều loài trong các chi Ancylometes, Dolomedes, Megadolomedes, Pardosa, Pirata, Thalassius, sống trên mặt nước, nhưng có thể lặn lâu, bơi khỏe và bắt mồi được dưới nước. Những loài này còn trốn dưới nước để tránh bị động vật khác ăn.

## Phân bố và môi trường sống
A. aquatica sống trong môi trường nước ngọt sạch với cây thủy sinh, như hồ, ao, lạch, đầm và suối chảy chậm. Nó có mặt ở gần khắp châu Âu lục địa (chưa ghi nhận ở Bồ Đào Nha, Hy Lạp và Albania), quần đảo Anh và mạn bắc châu Á (Thổ Nhĩ Kỳ, Kavkaz, Nga, Iran, Trung Á, Trung Quốc, bán đảo Triều Tiên và Nhật Bản. Nhật Bản có một phân loài riêng, là A. a. japonica.